# BMPT (арт-группа)
BMPT (фр. аббр. от Buren, Mosset, Parmentier, Toroni) — парижская группа художников, получившая известность в 1967 году. Состояла из Даниеля Бюрена, Оливье Моссе, Мишеля Пармантье и Ниле Торони. Провела ряд перформансов («манифестаций»). Группа сочетала критику художественных институций с экспериментами в области коллективного авторства и визуальной стандартизации, заявляя об анонимности художественного жеста, но фактически сохраняя индивидуальные стили и авторский контроль.

## Состав и стиль
Название группы BMPT было образовано как аббревиатура от первых букв фамилий её участников — Даниеля Бюрена, Оливье Моссе, Мишеля Пармантье и Ниле Торони. В течение многих лет после деятельности группы Бюрен настаивал на том, что такой группы не было и что арт-критик Отто Хан исказил ситуацию, приписав разным художникам ложную общую идентичность и тем самым превратив их в несуществующую группу.

Работы BMPT структурно состояли из горизонтальных и вертикальных элементов; фигуры, размещаемой в центре; и заполнения полотна знаками соответственно. Бюрен рисовал вертикальные полосы, Пармантье — горизонтальные, Моссе размещал чёрный круг в центре белого холста, а Торони — равномерные следы кисти, повторявшиеся с интервалом в 30 сантиметров. Каждый из этих художников стремился создать свой собственный мотив, служивший логотипом.

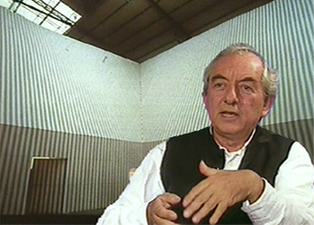
Даниель Бюрен в 1997 году
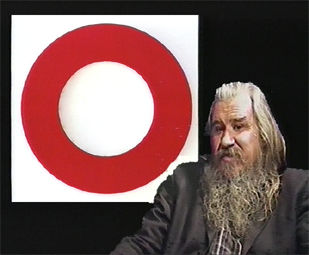
Оливье Моссе в 2003 году
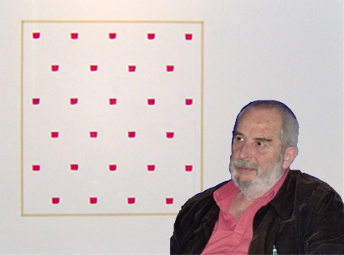
Ниле Торони в 1995 году

## Манифестации
С января по сентябрь 1967 года группа провела четыре перформанса, названных ей «манифестациями». На характер этих мероприятий повлияла ситуационистская идея вмешательства, нарушения сложившейся нормы.

### Манифестация 1
Первая манифестация началась утром 3 января 1967 года, во время 18-го Салона молодых художников, проходившего в парижском Музее современного искусства. В течение восьми часов четверо художников, позже ставших известными как BMPT, написали на глазах у публики серию полотен, состоявших из полос, кругов и отпечатков кисти. Пока они выполняли эти повторяющиеся действия на глазах у зрителей, в зале циклически звучала аудиозапись с заявлением «Бюрен, Моссе, Пармантье и Торони советуют вам поумнеть». При этом был распространён манифест арт-группы:

Поскольку рисовать — это игра.

Поскольку рисовать — значит согласовывать или сталкивать цвета.

Поскольку рисовать — значит применять (осознанно или нет) правила композиции.

Поскольку рисовать — значит возвеличивать жест.

Поскольку рисовать — значит изображать внешний мир (или его интерпретировать, аппроприировать, отрицать или презентовать).

Поскольку рисовать — значит создавать трамплин для воображения.

Поскольку рисовать — значит выражать внутренний мир.

Поскольку рисовать — значит оправдывать.

Поскольку рисование чему-то служит.

Поскольку рисуют во имя эстетства, цветов, женщин, эротики, повседневной среды, искусства, дадаизма, психоанализа, войны во Вьетнаме.

МЫ НЕ ХУДОЖНИКИ.
Оригинальный текст (фр.)Puisque peindre c'est un jeu.

Puisque peindre c'est accorder ou désaccorder des couleurs.
Puisque peindre c'est appliquer (consciemment ou non) des règles de composition.
Puisque peindre c'est valoriser le geste.
Puisque peindre c'est représenter l'extérieur (ou l'interpréter, ou se l'approprier, ou le contester, ou le présenter).
Puisque peindre c'est proposer un tremplin pour l'imagination.
Puisque peindre c'est illustrer l'intériorité.
Puisque peindre c'est une justification.
Puisque peindre sert à quelque chose.
Puisque peindre c'est peindre en fonction de l'esthétisme, des fleurs, des femmes, de l’érotisme, de l'environnement quotidien, de l'art, de dada, de la psychanalyse, de la guerre au Viet-Nam.

NOUS NE SOMMES PAS PEINTRES.

### Манифестация 2
Вторая манифестация произошла вечером того же дня, когда все четверо художников сняли со стен музея созданные ранее работы и заменили их баннером с надписью: «Бюрен, Моссе, Пармантье, Торони не выставляются».

### Манифестация 3
Третья манифестация, считающаяся наиболее влиятельной, прошла в Музее декоративного искусства в июне 1967 года. В этом случае картины BMPT служили декорациями — оформлением для перформанса, который так и не произошёл: зрители сидели в ожидании 45 минут, разглядывая их картины.

### Манифестация 4
Четвёртая манифестация прошла на 5-м Парижском биеннале, в Музее современного искусства, где группу представил куратор и художественный критик Мишель Клора. Во время перформанса на работы BMPT проецировались слайды с традиционными сюжетами живописи (пейзажи, обнажённые фигуры и т. д.). Эти проекции сопровождались аудиорядом, содержавшим предостережения зрителям: «Искусство — это иллюзия», «Искусство — это мечта» и т. д.
После четвёртой манифестации группа BMPT распалась.

## Анализ
По оценке историка искусств Беньямина Бухло, группа BMPT соединяла в себе марксистско-ситуационистский вызов художественным институциям с постструктуралистской критикой авторства и репрезентации. Размещение серийных портретов художников группы в стилистике разыскиваемых преступников отсылало к работе Энди Уорхола «Тринадцать самых разыскиваемых людей» (1964).
В деятельности группы присутствовал ряд противоречий. Например, вслед за Дэном Флавином и минималистами, она заявляла, что дизайнерские идиомы её художников были взаимозаменяемы, создавались анонимно и не имели никакой имущественной связи с каким-либо конкретным художником в группе. Но вместе с тем визуальные мотивы каждого из участников были узнаваемы, и, за исключением одного случая, Бюрен никогда не воспроизводил стиль Торони и Моссе, а для подтверждения подлинности своих работ использовал именные сертификаты.